# Cristoforo Tentori
Cristoforo Tentori (* 10. August 1745 in Itvera in der Diözese Sevilla; † 2. Oktober 1810 in Carbonera) war ein venezianischer Historiker, der nicht im Staatsauftrag schrieb.

## Leben

### Herkunft, Jesuit
Sein Vater hieß Sebastiano Tentori. Dieser stammte aus dem oberitalienischen Camposampiero im Paduanischen, das zu dieser Zeit zur Republik Venedig gehörte. Cristoforo trat, ebenso wie sein Bruder Francesco, dem Jesuitenorden bei. Doch wurde der Orden aufgelöst, nachdem seine Mitglieder bereits 1759 des Landes verwiesen worden waren.

### Übersiedlung nach Venedig (1761), Hauslehrer der Tiepolo
Cristoforo zog laut Gianjacopo Fontana im Alter von 16 Jahren nach Venedig. Tentori selbst bezeichnete sich auf dem Titelblatt seines ab 1785 erschienenen Saggio sulla storia als Spagnuolo und als Ab., also als abbate.
Er führte ein eher karges Leben und verdingte sich als Hauslehrer bei den Tiepolo, genauer gesagt unterrichtete er deren Sohn Ermolao. Dort lebte er unter fortgesetzter Beobachtung, so dass ihm beständig ein Soldat folgte, denn er verweigerte dem spanischen König Joseph I. den Treueid, der von allen spanischen Priestern gefordert wurde. Dieser Zustand dauerte an, bis sich herausstellte, dass seine Motive nicht subversiver Natur waren.

### Historisches Werk für die Jugend (1785–1790), Konflikt mit Gallicciolli (1795–1797)
Sein erstes Werk war der zwölfbändige Saggio sulla storia civile, politica, ecclesiastica e sulla corografia e topografia degli stati della Repubblica di Venezia ad uso della nobile e civile gioventù, ein umfassendes, vorrangig historisches Werk, das sich, wie der Titel bereits sagt, eher an die Jugend richtete. Es entstand zwischen 1785 und 1790.
Neben historischen Themen befasste sich Tentori 1790 mit hydrologischen Problemen im Zusammenhang mit der Lagune von Venedig, wie etwa in seinem Beitrag Dialogo sulla vera regolazione del fiume Brenta, also mit der Regulierung des Flusses Brenta.
Wie viele seiner Zeitgenossen, so geriet auch Tentori mit der Staatsinquisition in Konflikt. Er verfasste ein Sonett auf die Einkleidung einer Nonne, dessen Sinn ihm höchst gefährlich ausgelegt wurde. Zu dessen Verteidigung verfasste Tentori ein zweites Sonett. Die Werke wurden jedoch beide nicht veröffentlicht.
Tentori kritisierte, zunächst anonym, die Memorie des Giambattista Gallicciolli, noch bevor das Geschichtswerk vollständig herausgegeben war. Er veröffentlichte eine stark polemisierende Schrift unter dem Titel Errata-Corrige alle Memorie venete… compilato da un accademico Rinnovato d’Asolo. Darin warf er Gallicciolli vor, andere Autoren ausgeschrieben und zahlreiche Fehler gemacht zu haben. Gallicciolli antwortete mit einer Risposta… all’Errata-Corrige del signor ab. Tentori von 166 Seiten, in der er Tentori Punkt für Punkt zu widerlegen suchte. 1796 veröffentlichte dieser mit seinen Osservazioni storico-critiche sulle Memorie venete antiche del Gallicciolli e difesa del clero veneto contro le di lui insussistenti censure wiederum eine Gegenschrift, die nun seinerseits der Angegriffene mit einer abermaligen Risposta alle Osservazioni del sig. ab. Tentori sulle memorie suddette im nächsten Jahr beantwortete. Nun aber, 1797, standen die französischen Truppen vor Venedig, was die beiden Autoren in ihrer gemeinsamen Abneigung gegen die neuen Herren dazu veranlasste, Frieden zu schließen.

### Französische Besatzung (ab 1797, bzw. ab 1805), Arbeit über Baiamonte Tiepolo
An einer Art Schreibwettbewerb, den ein jakobinischer Arzt namens Francesco Aglietti ausgerufen hatte, nahm Tentori mit seinem 1798 bei Curti veröffentlichten Aufsatz Il vero carattere politico di Baiamonte Tiepolo, dimostrato dall’unanime consenso degli storici veneti ed esteri teil, in dem er anhand von zu dieser Zeit noch schwer zugänglichen Quellen nachwies, dass Baiamonte Tiepolo im Jahr 1310 keineswegs die Republik von der Tyrannei des Adels befreien wollte. Im Gegenteil, habe er sich selbst zum Tyrannen aufwerfen und die Republik zerstören wollen, und zwar getrieben von Ehrgeiz und Zorn gegen den Dogen Pietro Gradenigo. Dieses Ergebnis war für Tentori nicht ohne Risiko, denn er hing von der Protektion durch die Familie Tiepolo ab, den Nachkommen jenes Dogen. Für Aglietti war die Arbeit so überzeugend, dass er den Wettbewerb abbrach und selbst an der Demontage Baiamonte Tiepolos mitwirkte.

### Testament (1806), Tod, formlose Beerdigung bei Carbonera
Am 15. Dezember 1806, kurz nach dem Tod seines Vaters, überließ Cristoforo Tentori seinen Anteil am väterlichen Erbe seinem Bruder Francesco.
Tentori starb auf einem der Güter der Tiepolo, den Tiepoletti, bei Carbonera. Er wurde dort ohne Grabstein und ohne Kreuz beigesetzt.

## Werke (Auswahl)
- Saggio sulla storia civile, politica, ecclesiastica e sulla corografia e topografia degli stati della Repubblica di Venezia ad uso della nobile e civile gioventù, 12 Bde., Venedig 1785–1790. (Digitalisat von Bd. 1, Venedig 1785, Bd. 2, 1785, Bd. 3, 1785, Bd. 4, 1785, Bd. 5, 1785, Bd. 6, 1786, Bd. 7, 1786, Bd. 8, 1787, Bd. 9, 1787, Bd. 10, 1788, Bd. 11, 1789, Bd. 12, 1790)
- Della legislazione veneziana sulla preservazione della laguna, Giuseppe Rosa, Venedig 1792. (Google Books)
- Il vero carattere politico di Baiamonte Tiepolo, dimostrato dall’unanime consenso degli storici veneti ed esteri,  Antonio Curti, Venedig 1798. (Digitalisat)
- Raccolta Cronologico Ragionata di Documenti Inediti che Formano la Storia Diplomatica della Rivoluzione e Caduta della Repubblica di Venezia, Bd. 1, Augusta 1799. (Digitalisat)